# Østerskær
Østerskær er et skær, som er det østligste punkt i Danmark og et af Danmarks yderpunkter.

## Geografi
Skæret er det østligste område i Ertholmene i det sydlige Østersøen og knap 300 m ud for hovedøen Christiansøs østkyst. Østerskær ligger cirka 18 km nordøst for Gudhjem på nordøstkysten af Bornholm og 170 km sydøst for København. Omkring det ubeboede skær ligger yderligere 3 mindre klipper.
Ertholmene udgør et kommunefrit område som forvaltes direkte af det danske forsvarsministerium.
Østerskær sammen med hele Ertholmene er et naturbeskyttelsesområde, og kun de beboede øer må besøges, mens der råder landgangsforbud på skæret.

## Historie
I 1977 klassificeredes hele Ertholmene som Ramsarområde (Ramsar site no. 165), da de udgør Danmarks eneste yngleområde for lomvie (Uria aalge) og alk (Alca torda).
Den 21. april 1999 fik Danmark fastslået sine territorialgrænser af FN ved "Executive order nr 242", og Østerskær indgår heri med tre punkter.
- Områdekort